# Ankeveense Plassen
De Ankeveense Plassen is een natuurgebied in de Nederlandse gemeente Wijdemeren (provincie Noord-Holland).  Het bevindt zich in het noordelijke deel van het Natura 2000-gebied Oostelijke Vechtplassen, tussen de Spiegel- en Blijkpolderplas en het lintdorp Ankeveen, en is verdeeld over de Hollands-Ankeveense Polder en de Stichts-Ankeveense Polder. De totale oppervlakte bedraagt 628 hectare.
Het gebied is grotendeels gevormd door het afgraven van veen in de 16e tot en met de 18e eeuw. Tegenwoordig vormt het overwegend een water- en moeraslandschap door de uitgestrekte veenplassen, met daartussen stroken land, de zogeheten legakkers.

## Natuur
In het voorjaar broeden in de Ankeveense Plassen diverse water- en moerasvogels, zoals de kleine karekiet, grauwe gans en rietzanger. In het (heldere) water groeien waterplanten als groot nimfkruid, blaasjeskruid en drijvend fonteinkruid.
Het gebied wordt beheerd door Vereniging Natuurmonumenten. Er wordt gewerkt aan een natuurverbinding tussen de Ankeveense Plassen en het Naardermeer, dat enkele kilometers ten noordoosten ervan ligt. Deze verbinding bestaat uit twee doorgangen onder de N236, zogeheten faunapassages. Een oostelijke passage is in 2012 gerealiseerd en de westelijke volgde in 2013.
Aan de zuidwestkant van de Spiegelplas staat het opvoergemaal Stichts Ankeveen van het Waterschap Amstel, Gooi en Vecht. Hier wordt water ingelaten voor de Ankeveense Plassen. Het peil in de Ankeveense Plassen is circa 1,40 meter beneden NAP en ligt zo'n 30 centimeter hoger dan in de naburige Spiegelplas. Naast het gemaal ligt een beweegbare stuw en overtollig water wordt afgevoerd naar de Spiegelplas.

## Recreatie
Door het gebied lopen wandelpaden met aan weerszijden uitzicht op het plassengebied. Ook zijn er fietsroutes uitgezet. Zowel de wandel- als fietsroutes starten in het Bezoekerscentrum Gooi en Vechtstreek. In de zomer worden er onder meer vaarexcursies georganiseerd onder leiding van een boswachter.
Als de omstandigheden gunstig zijn ontstaat er in de wintermaanden op de Ankeveense Plassen natuurijs dat zich goed leent voor schaatstochten. De eerste kortebaanwedstrijden van het schaatsseizoen zijn hier enkele malen verreden. Ook worden er toertochten en marathons gehouden zoals de Driedaagse van Ankeveen.
Naturistenvereniging Amsterdamse Lichtbond (voorheen Nederlandse Lichtbond) heeft sinds 1953 een naturistenterrein op eiland De Molen in het gebied van de Ankeveense Plassen.
Buiten de routes, het naturistenterrein, excursies en schaatstochten is recreatie in het plassengebied niet toegestaan.